# トップナイフ (競走馬)
トップナイフ（欧字名:Top Knife、2020年3月9日 - ）は、日本の競走馬。主な勝ち鞍に2025年の札幌記念。
馬名の意味は、超一流の技術。

## 経歴

### デビュー前 - 2歳（2022年）
2021年8月24日、北海道サマーセールにて安原浩司に2200万円（税別）で落札された。
2022年7月24日、札幌競馬場5Rの2歳新馬戦で、横山和生を背にデビューし、6着。3戦目の未勝利戦で初勝利を収めた。10月29日の萩ステークスは7頭中ブービー6番人気と低評価ながら、力強い伸び脚で2勝目をマークした。重賞初挑戦の京都2歳ステークスは逃げるグリューネグリーンを捉えきれず、アタマ差の2着に惜敗。GI初挑戦のホープフルステークスは果敢に逃げ、最後はドゥラエレーデとの叩き合いに僅かに競り負けたものの、ハナ差2着に健闘した。

### 3歳（2023年）
弥生賞ディープインパクト記念より始動。道中は好位で進めたが、4コーナーで前が詰まって仕掛けがワンテンポ遅れたことが響き、タスティエーラから1馬身差の2着に敗れた。クラシック初戦の皐月賞は7着、2戦目の東京優駿は見せ場なく14着惨敗に終わった。夏の札幌記念は好位から押し上げ、優勝したプログノーシスには4馬身差をつけられたものの、これに次ぐ2着に入った。クラシック最終戦の菊花賞はスタート時に膝蓋が外れてしまい、後方からの競馬に。そこから一時は3番手まで押し上げたが、最後は失速して14着に敗れた。

### 4歳（2024年）
膝蓋骨の手術とリハビリのため、シーズン前半は休養に充てた。復帰戦となった7月14日の函館記念は2番人気に支持されたが、直線伸びを欠いて10着に沈んだ。その後も札幌記念6着、毎日王冠9着と着外が続いた。11月16日のアンドロメダステークスでは3着と持ち直したが、この直後に再び膝蓋の手術を受け、長期休養に入った。

### 5歳（2025年）
復帰戦となった5月10日のエプソムカップ、次走の函館記念は共に二桁順位に大敗した。
8月17日、本馬にとっては3度目の参戦となる札幌記念に参戦。鞍上は3走前以来となる横山典弘を起用した。単勝オッズは10番人気の25.6倍で迎えた。道中は後方の内側に控え、各馬の動向を伺う。残り1000mで中団まで位置を押し上げると、そのまま直線へ。内側をそのまま進むと、先頭のケイアイセナを残り100mの地点で交わし、重賞初制覇を飾った。また、3着に13番人気のアラタが入ったこともあり、3連単は130万円を超える大波乱を演出した。

## 競走成績
以下の内容は、JBISサーチおよびnetkeiba.comに基づく。
| 競走日     | 競馬場 | 競走名             | 格   | 距離（馬場）  | 頭 数 | 枠 番 | 馬 番 | オッズ （人気） | 着順 | タイム （上り3F） | 着差 | 騎手      | 斤量 [kg] | 1着馬（2着馬）         | 馬体重 [kg] |
| ---------- | ------ | ------------------ | ---- | ------------- | ----- | ----- | ----- | --------------- | ---- | ----------------- | ---- | --------- | --------- | ---------------------- | ----------- |
| 2022.07.24 | 札幌   | 2歳新馬            |      | 芝1800m（良） | 9     | 6     | 6     | 006.80（3人）   | 06着 | R1:52.9（35.9）   | -0.6 | 0横山和生 | 54        | ドゥアイズ             | 500         |
| 0000.08.17 | 札幌   | 2歳未勝利          |      | 芝1800m（稍） | 12    | 3     | 3     | 003.40（1人）   | 03着 | R1:51.4（36.7）   | -0.4 | 0横山和生 | 54        | トーセンウォルト       | 490         |
| 0000.09.04 | 札幌   | 2歳未勝利          |      | 芝2000m（良） | 8     | 1     | 1     | 007.10（3人）   | 01着 | R2:02.5（36.7）   | -0.7 | 0横山和生 | 54        | （エルデストサン）     | 484         |
| 0000.09.24 | 中京   | 野路菊S            | OP   | 芝2000m（良） | 7     | 2     | 2     | 012.40（4人）   | 04着 | R2:01.7（34.9）   | -1.5 | 0横山典弘 | 54        | ファントムシーフ       | 482         |
| 0000.10.29 | 阪神   | 萩S                | L    | 芝1800m（良） | 7     | 3     | 3     | 018.00（6人）   | 01着 | R1:46.2（33.9）   | -0.3 | 0横山典弘 | 55        | （ナイトキャッスル）   | 484         |
| 0000.11.26 | 阪神   | 京都2歳S           | GIII | 芝2000m（良） | 15    | 3     | 4     | 008.60（3人）   | 02着 | R2:00.5（35.3）   | -0.0 | 0横山典弘 | 55        | グリューネグリーン     | 490         |
| 0000.12.28 | 中山   | ホープフルS        | GI   | 芝2000m（良） | 18    | 4     | 8     | 018.70（7人）   | 02着 | R2:01.5（35.0）   | -0.0 | 0横山典弘 | 55        | ドゥラエレーデ         | 494         |
| 2023.03.05 | 中山   | 弥生賞ディープ記念 | GII  | 芝2000m（良） | 10    | 4     | 4     | 002.90（1人）   | 02着 | R2:00.6（34.9）   | -0.2 | 0横山典弘 | 56        | タスティエーラ         | 484         |
| 0000.04.16 | 中山   | 皐月賞             | GI   | 芝2000m（重） | 18    | 4     | 8     | 018.40（9人）   | 07着 | R2:01.5（36.4）   | -0.9 | 0横山典弘 | 57        | ソールオリエンス       | 488         |
| 0000.05.28 | 東京   | 東京優駿           | GI   | 芝2400m（良） | 18    | 2     | 4     | 068.4（10人）   | 14着 | R2:26.2（33.1）   | -1.0 | 0横山典弘 | 57        | タスティエーラ         | 484         |
| 0000.08.20 | 札幌   | 札幌記念           | GII  | 芝2000m（稍） | 15    | 6     | 10    | 049.60（9人）   | 02着 | R2:02.2（36.9）   | -0.7 | 0横山和生 | 55        | プログノーシス         | 482         |
| 0000.10.22 | 京都   | 菊花賞             | GI   | 芝3000m（良） | 17    | 1     | 1     | 023.50（8人）   | 14着 | R3:05.0（36.4）   | -1.9 | 0横山典弘 | 57        | ドゥレッツァ           | 482         |
| 2024.07.14 | 函館   | 函館記念           | GIII | 芝2000m（良） | 16    | 5     | 10    | 006.30（2人）   | 10着 | R2:00.4（36.2）   | -1.2 | 0横山和生 | 57.5      | ホウオウビスケッツ     | 480         |
| 0000.08.18 | 札幌   | 札幌記念           | GII  | 芝2000m（良） | 11    | 5     | 6     | 040.90（7人）   | 06着 | R2:00.4（35.1）   | -0.8 | 0田辺裕信 | 58        | ノースブリッジ         | 488         |
| 0000.10.06 | 東京   | 毎日王冠           | GII  | 芝1800m（良） | 14    | 5     | 8     | 077.6（12人）   | 09着 | R1:45.6（33.0）   | -0.5 | 0横山和生 | 57        | シックスペンス         | 492         |
| 0000.11.16 | 京都   | アンドロメダS      | L    | 芝2000m（良） | 15    | 3     | 5     | 006.30（2人）   | 03着 | R1:59.7（34.4）   | -1.1 | 0横山典弘 | 57.5      | デシエルト             | 496         |
| 2025.05.10 | 東京   | エプソムC          | GIII | 芝1800m（稍） | 18    | 6     | 11    | 038.2（11人）   | 11着 | R1:45.3（36.3）   | -1.4 | 0横山和生 | 57        | セイウンハーデス       | 492         |
| 0000.06.29 | 函館   | 函館記念           | GIII | 芝2000m（良） | 14    | 8     | 14    | 007.90（4人）   | 10着 | R1:59.2（36.8）   | -1.6 | 0横山和生 | 57        | ヴェローチェエラ       | 492         |
| 0000.08.17 | 札幌   | 札幌記念           | GII  | 芝2000m（稍） | 16    | 5     | 9     | 025.6（10人）   | 01着 | R2:01.5（36.2）   | -0.2 | 0横山典弘 | 58        | （ココナッツブラウン） | 484         |

- 競走成績は2025年8月17日現在

## 血統表
| トップナイフの血統                       | トップナイフの血統                               | トップナイフの血統                               | （血統表の出典）                                 | （血統表の出典） |
| 父系                                     | ダンジグ系（ノーザンダンサー系）                 | ダンジグ系（ノーザンダンサー系）                 | ダンジグ系（ノーザンダンサー系）                 | [ § 2 ]          |
| 父 *デクラレーションオブウォー 2009 鹿毛 | 父の父War Front 2002 鹿毛                        | Danzig                                           | Northern Dancer                                  | Northern Dancer  |
| 父 *デクラレーションオブウォー 2009 鹿毛 | 父の父War Front 2002 鹿毛                        | Danzig                                           | Pas de Nom                                       |                  |
| 父 *デクラレーションオブウォー 2009 鹿毛 | 父の父War Front 2002 鹿毛                        | Starry Dreamer                                   | Rubiano                                          | Rubiano          |
| 父 *デクラレーションオブウォー 2009 鹿毛 | 父の父War Front 2002 鹿毛                        | Starry Dreamer                                   | Lara's Star                                      |                  |
| 父 *デクラレーションオブウォー 2009 鹿毛 | 父の母Tempo West 1999 栗毛                       | Rahy                                             | Blushing Groom                                   | Blushing Groom   |
| 父 *デクラレーションオブウォー 2009 鹿毛 | 父の母Tempo West 1999 栗毛                       | Rahy                                             | Glorious Song                                    |                  |
| 父 *デクラレーションオブウォー 2009 鹿毛 | 父の母Tempo West 1999 栗毛                       | Tempo                                            | Gone West                                        | Gone West        |
| 父 *デクラレーションオブウォー 2009 鹿毛 | 父の母Tempo West 1999 栗毛                       | Tempo                                            | Terpsichorist                                    |                  |
| 母 ビーウインド 2001 鹿毛                | 母の父*スピニングワールド 1993 栗毛              | Nureyev                                          | Northern Dancer                                  | Northern Dancer  |
| 母 ビーウインド 2001 鹿毛                | 母の父*スピニングワールド 1993 栗毛              | Nureyev                                          | Special                                          |                  |
| 母 ビーウインド 2001 鹿毛                | 母の父*スピニングワールド 1993 栗毛              | Imperfect Circle                                 | Riverman                                         | Riverman         |
| 母 ビーウインド 2001 鹿毛                | 母の父*スピニングワールド 1993 栗毛              | Imperfect Circle                                 | Aviance                                          |                  |
| 母 ビーウインド 2001 鹿毛                | 母の母ビクトリーマッハ 1989 黒鹿毛               | バンブーアトラス                                 | *ジムフレンチ                                    | *ジムフレンチ    |
| 母 ビーウインド 2001 鹿毛                | 母の母ビクトリーマッハ 1989 黒鹿毛               | バンブーアトラス                                 | バンブーシザラ                                   |                  |
| 母 ビーウインド 2001 鹿毛                | 母の母ビクトリーマッハ 1989 黒鹿毛               | *ワンスウエド                                    | Blushing Groom                                   | Blushing Groom   |
| 母 ビーウインド 2001 鹿毛                | 母の母ビクトリーマッハ 1989 黒鹿毛               | *ワンスウエド                                    | Noura                                            |                  |
| 母系(F-No.)                              | ワンスウエド(USA)系(FN:4-m)                      | ワンスウエド(USA)系(FN:4-m)                      | ワンスウエド(USA)系(FN:4-m)                      | [ § 3 ]          |
| 5代内の近親交配                          | Northern Dancer 4×4 Blushing Groom 4×4 Forli 5×5 | Northern Dancer 4×4 Blushing Groom 4×4 Forli 5×5 | Northern Dancer 4×4 Blushing Groom 4×4 Forli 5×5 | [ § 4 ]          |
| 出典                                     | 1. 2. 3. 4.                                      | 1. 2. 3. 4.                                      | 1. 2. 3. 4.                                      | 1. 2. 3. 4.      |

- 半兄のステラウインド（父ゼンノロブロイ）は2015年の七夕賞2着馬。
- 祖母のビクトリーマッハはテイエムオペラオー（皐月賞、天皇賞（春）連覇などGI競走7勝）の半姉。ビクトリーマッハ、テイエムオペラオー、トップナイフを生産した杵臼牧場の鎌田信一はトップナイフについて「テイエムオペラオーに似ている。体の線が綺麗なところがね」と印象を語っている[20]。
- その他の近親にコジーン（ブリーダーズカップ・マイル）、ブルーメンブラット（マイルチャンピオンシップ）など。詳細はポーテージ (競走馬)#主な牝系図を参照。